# 4 bassotti per 1 danese
4 bassotti per 1 danese (The Ugly Dachshund) è un film del 1966 diretto da Norman Tokar e prodotto da Walt Disney, basato su un romanzo del 1938 di Gladys Bronwyn Stern.
Il titolo originale è ispirato a quello in lingua inglese della fiaba del Brutto anatroccolo (The Ugly Duckling).
La grafia del titolo italiano è cambiata nel corso degli anni: il film è stato distribuito in VHS col titolo 4 bassotti per un danese e in DVD col titolo Quattro bassotti per un danese.

## Trama
Fran e Mark Garrison sono una felice giovane coppia, sposata da poco tempo, che possiede una bassotta, la pupilla di Fran. La cagnetta aspetta i cuccioli e al momento delle sue doglie, quando i due la portano dal veterinario Pruitt, quest'ultimo mostra a Mark un cucciolo di danese, messo da parte dalla madre poiché non ha abbastanza latte per tutta la cucciolata. Il veterinario propone quindi a Mark di prendere con sé il cucciolo almeno per il periodo dello svezzamento.
Nonostante le iniziali perplessità, Mark si fa intenerire dal piccolo cucciolo e decide di portarlo con sé. Fran,  entusiasta per l'arrivo a casa dei bassotti, non lascia a Mark il tempo di spiegare e pensa che la sua bassotta abbia partorito un quarto cucciolo. Mark non osa svelare alla moglie che in realtà il quarto cucciolo non è altro che un danese.
È l'inizio di una serie di divertenti disastri che vedono come protagonista Brutus: il danese, ormai cresciuto, crede di essere un bassotto e si comporta come tale, ma anche le bassotte combinano guai e dispetti al danese. Il tutto porta guai e allegria nella vita dei due coniugi. Ciononostante, Fran è spesso esasperata dall'irruenza del danese e più volte mette in discussione la permanenza di Brutus nella loro casa. Solo il salvataggio della sua piccola bassotta Cloe da parte di Brutus farà ricredere la donna. Quindi Brutus, all'insaputa di Fran e su consiglio del Dottor Pruitt, viene iscritto ad un concorso di bellezza canino, al quale partecipa anche Cloe, nella rispettiva categoria. Succede che, mentre Cloe arriva seconda classificata, Brutus vince a pieni voti il concorso, con il contributo involontario di un danese femmina pezzato molto attraente, con gran meraviglia di Fran e del marito, e forse anche delle bassotte.

## Distribuzione
Il film uscì nei cinema americani il 16 febbraio 1966, con un'anteprima il 4 febbraio dello stesso anno, accoppiato al cortometraggio Winny-Puh l'orsetto goloso.

## Accoglienza

### Incassi
Il film incassò 6,2 milioni di dollari tra Stati Uniti e Canada.

### Critica
Howard Thompson del New York Times lo definì "una commedia esile, prevedibile, basata su una sola trovata." Variety dichiarò che "la cifra totale del film consiste in un intrattenimento per famiglie di prima qualità, senza contare che ha una certa attrattiva per gli amanti dei cani e per il pubblico generalista." Margaret Harford del Los Angeles Times scrisse: "Lo spasso cala presto in 4 bassotti per 1 danese, una nuova pellicola a colori del nostro solitamente affidabile amico Walt Disney. Tuttavia, anche se la vecchia magia risulta diluita, quest'ultimo film della Buena Vista ha alcuni momenti che valgono la visione da parte dei fan di Disney e degli  amanti dei cani." The Monthly Film Bulletin commentò: "La storia è un caso leggero come una piuma in cui l'inventiva spesso si rivela esile e cerca rifugio nella farsa [...] Oltre ad una certa fotografia a colori bella in modo non comune, sono senza dubbio i cani a raccogliere gli onori."